# Stanislaŭ Stanislavavič Šuškievič
Stanislaŭ Stanislavavič Šuškievič (tiếng Belarus: Станiслаў Станіслававіч Шушкевіч, tiếng Nga: Станислав Станиславович Шушкевич; 15 tháng 12 năm 1934, Minsk - 3 tháng 5 năm 2022) là nhà khoa học, chính khách Liên Xô và Belarus; nghiên cứu vật lý phóng xạ, giáo sư tiến sĩ khoa học Toán Lý, thành viên Viện Hàn lâm Khoa học Quốc gia Belarus; Chủ tịch Hội đồng tối cao Cộng hòa xã hội chủ nghĩa Xô viết Byelorussia/Hội đồng tối cao Cộng hòa Belarus, nguyên thủ quốc gia đầu tiên của Belarus từ khi tuyên bố độc lập.

## Gia đình dòng họ
Šuškievič là con trai nhà văn Liên Xô gốc Ba Lan Heliena Ramanoŭskaja và nhà thơ bị đàn áp người Belarus Stanislaŭ Piatrovič Šuškievič. Cả hai đều xuất thân giới quý tộc suy vi bần hàn. Šuškievič cho biết phải đến năm 1997 thì ông ngoại mình mới biết có dòng dõi quý tộc dựa theo tài liệu mới phát hiện. Trước đó, ông vốn tin chắc vào mình có nguồn gốc công nông. Ông ngoại là công nhân đường sắt, hai ông bà có 12 con, 3 trong số đó chết khi còn nhỏ. Ông nội Piotr Iosifavicz Šuškievič làm vườn và nuôi ong. Bà nội Razalija Wikiencjeuna Šuškievič qua đời khoảng năm 1936. Năm 1939, ông nội tái hôn vợ kế là Viera. Họ sống tại làng Szczytomieryce gần tuyến giao thông Minsk-Slutsk.
Cha mẹ Šuškievič học cùng với nhau và đều nhận bằng sư phạm ngôn ngữ tiếng Belarus, Nga và Ba Lan. Bà Heliena gia nhập Hội Nhà văn Liên Xô năm 1934, còn ông Šuškievič vào hội năm 1935. Cả hai đều nhiệt thành với hệ thống chủ nghĩa xã hội Liên Xô, ca ngợi cộng sản và lên án những người chống đối. Bà Heliena làm việc tại đài phát thanh và chỉ dùng tiếng Belarus cùng tiếng Ba Lan. Cuối năm 1936, cha ông bị bắt vì tội "kẻ thù nhân dân". Ngay lập tức, mẹ ông mất việc phát thanh, bị khai trừ khỏi Hội nhà văn và Komsomol, không được phép sáng tác nữa. Bà phải đi dạy tiếng Nga và văn học. Năm 1954, cha ông được phục hồi và từ Siberia trở về Minsk năm 1956.

## Tiểu sử

### Tuổi trẻ và hoạt động khoa học

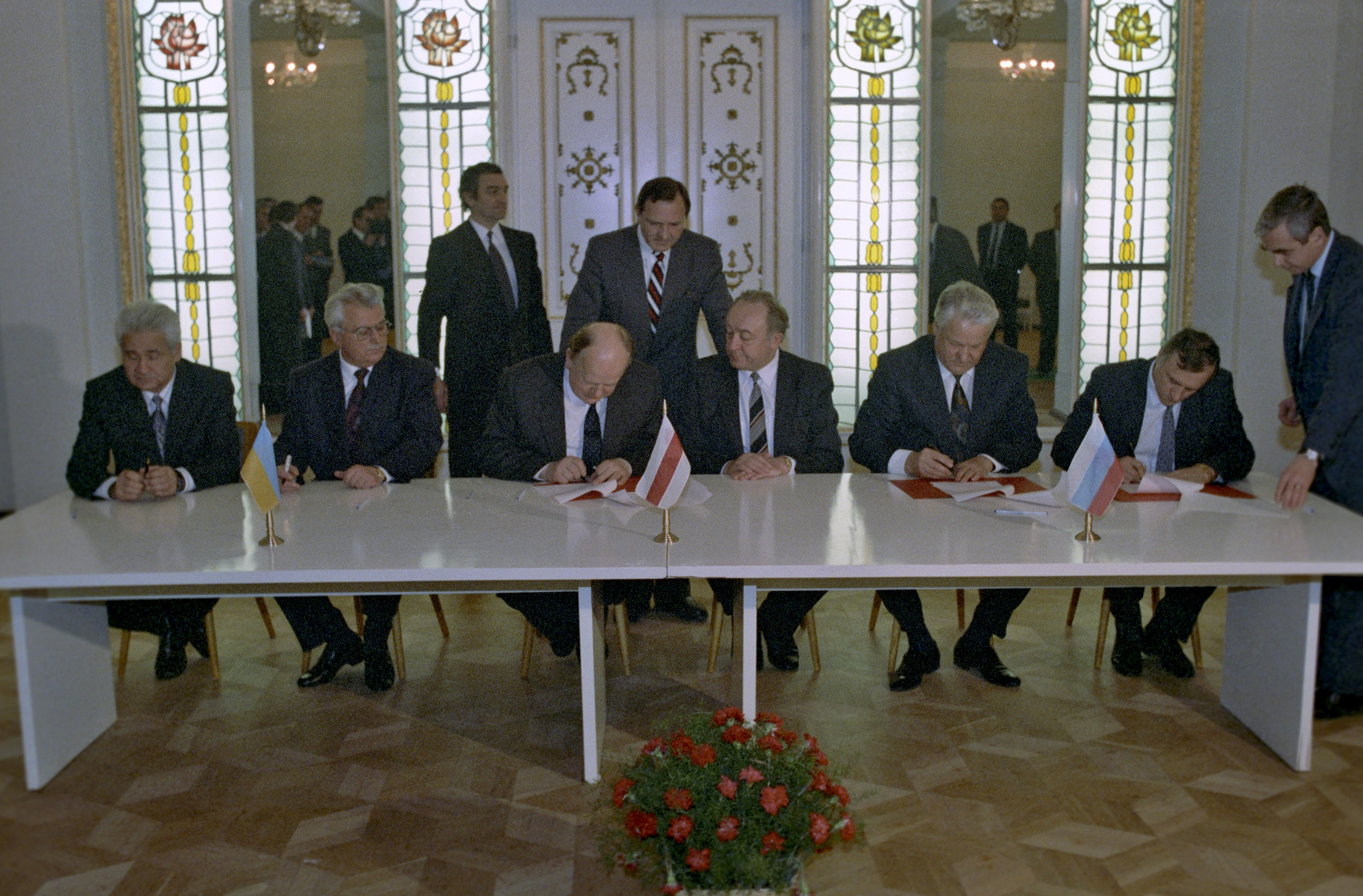
Ký kết giải thể Liên Xô ngày 8 tháng 12 năm 1991. Šuškievič ngồi thứ ba từ trái sang

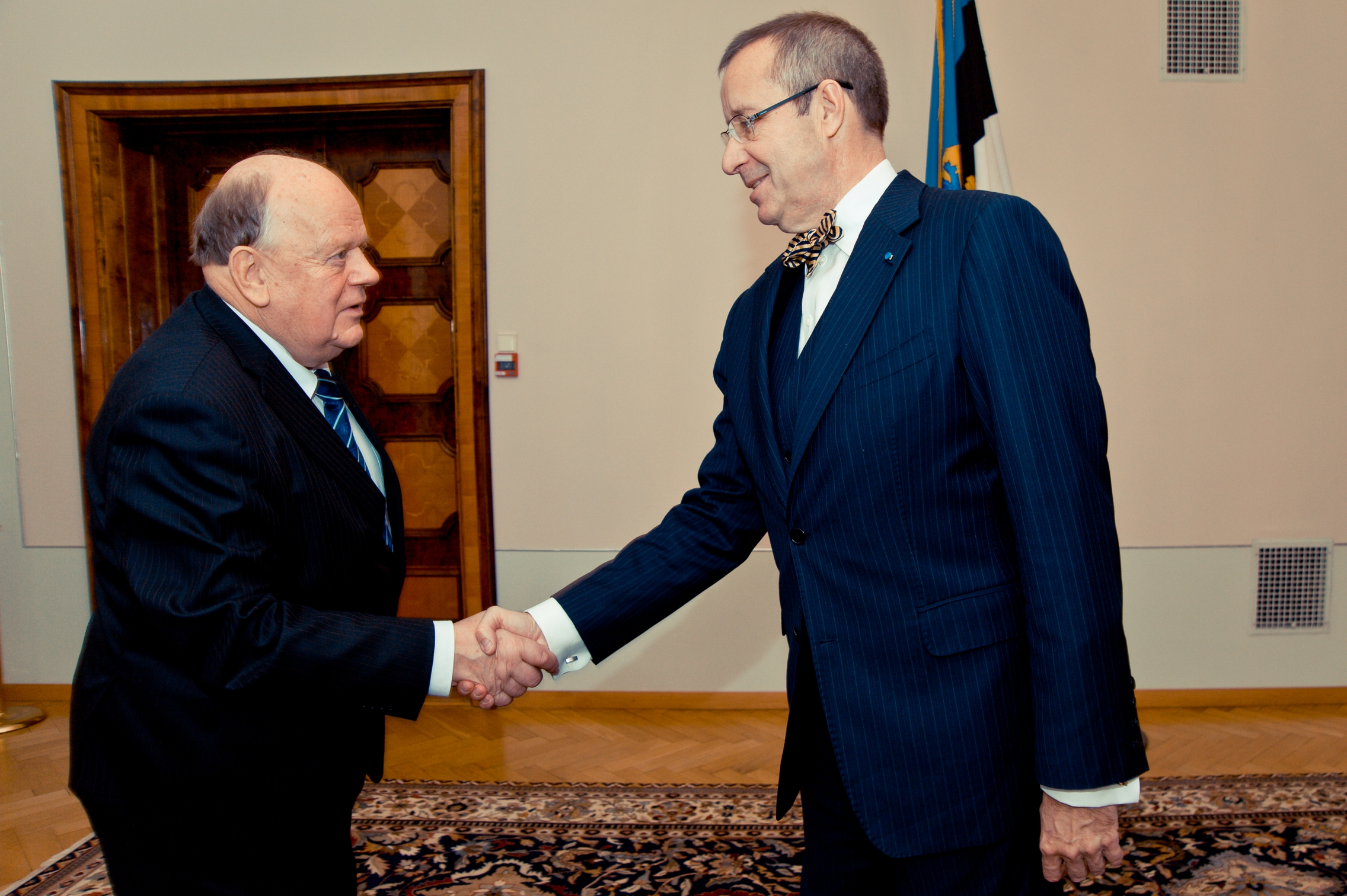
Šuškievič gặp Tổng thống Estonia Toomas Hendrik Ilves, ngày 6 tháng 12 năm 2011

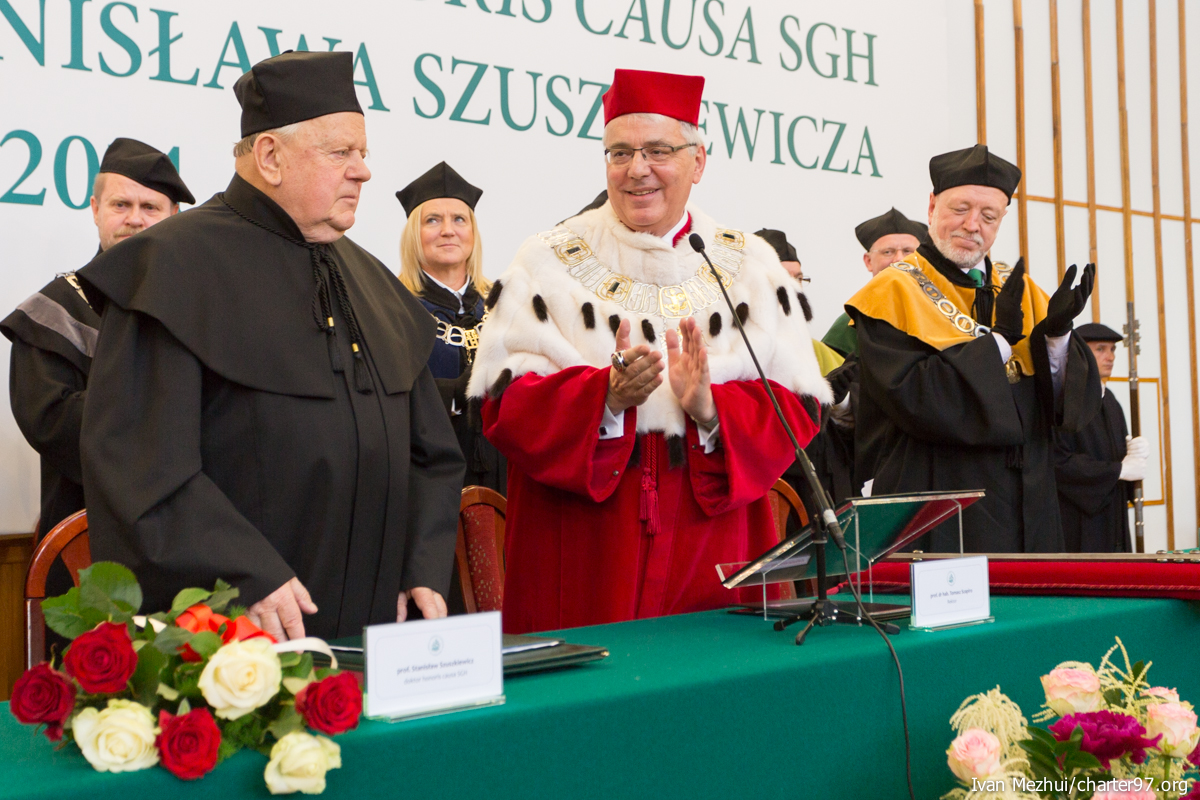
Trường Kinh tế Warszawa trao bằng tiến sĩ danh dự cho Šuškievič ngày 5 tháng 6 năm 2014

Šuškievič sinh ngày 15 tháng 12 năm 1934 tại Minsk, Cộng hòa Xã hội chủ nghĩa Xô viết Byelorussia. Năm 1956, ông tốt nghiệp Đại học Quốc gia Byelorussia (BDU). Năm 1959 (hoặc 1956)-1960, ông làm nghiên cứu viên tại Viện Vật lý Viện Hàn lâm Khoa học Cộng hòa Xã hội chủ nghĩa Xô viết Byelorussia. Năm 1960–1961, ông là kỹ sư cao cấp tại Nhà máy Vô tuyến Minsk. Năm 1961–1967, ông được giữ chức giám đốc nhà máy. Năm 1967-1969, ông là Hiệu phó khoa học Viện kỹ thuật vô tuyến Minsk. Năm 1969–1990, ông giữ các chức vụ giảng viên, phó giáo sư, giáo sư, trưởng bộ môn Vật lý hạt nhân và Điện tử, phó khoa khoa học BDU. Năm 1970, ông lấy bằng Tiến sĩ Toán Lý. Năm 1972 (hoặc 1973), ông được phong hàm giáo sư. Năm 1991, ông tiếp tục các chức vụ tương ứng tại Viện Hàn lâm Khoa học Quốc gia Belarus.

### Hoạt động chính trị
Năm 1989–1991, ông là Thứ trưởng Nhân dân Liên Xô. Năm 1990, ông là đại biểu Xô viết tối cao Cộng hòa Xã hội chủ nghĩa Xô viết Byelorussia (tức Hội đồng tối cao Cộng hòa Belarus từ năm 1991) khóa 12. Năm 1990–1991, ông là phó chủ tịch thứ nhất, và từ mùa thu 1991 đến tháng 1 năm 1994 là chủ tịch Hội đồng tối cao. Ông là người ký tuyên ngôn độc lập ngày 25 tháng 8 năm 1991, sau khi thông qua, ông chính thức là nguyên thủ quốc gia. Tháng 12 năm 1991, cùng với các lãnh đạo Nga Boris Nikolayevich Yeltsin và Ukraina Leonid Makarovych Kravchuk, ông ký Hiệp định Belovezha giải thể Liên Xô, thành lập Cộng đồng các Quốc gia Độc lập.
Ông phải từ chức vì cáo buộc lấy công quỹ khi cải tạo dacha tư nhân, về sau cáo buộc được chứng minh là không đúng. Ông đứng thứ tư trong cuộc bầu cử Tổng thống Belarus năm 1994. Cùng năm, ông giữ chức vụ giám đốc Trung tâm Nghiên cứu Chính trị và Kinh tế tại Đại học Nhân văn Châu Âu ở Minsk.
Ngày 10 tháng 12 năm 1995, trong vòng hai Bầu cử quốc hội bổ sung, ông được bầu làm đại biểu Hội đồng tối cao Cộng hòa Belarus nhiệm kỳ thứ 13 từ khu vực bầu cử Adojeus số 256 thành phố Minsk. Ngày 19 tháng 12, ông được đăng ký vào Ủy ban bầu cử trung ương, và ngày 9 tháng 1 năm 1996 thì tuyên thệ nhậm chức phó ban. Từ ngày 23 tháng 1, ông công tác tại Rada Verkhovna với tư cách thành viên Ủy ban Thường vụ về Chính sách kinh tế và cải cách. Ông là chính khách độc lập, không tham gia đảng phái. Ngày 27 tháng 11 năm 1996, sau khi tổng thống Aliaksandr Ryhoravič Lukašenka đưa ra thay đổi hiến pháp gây tranh cãi, ông ra khỏi Hạ viện Quốc hội Cộng hòa Belarus nhiệm kỳ 1. Theo Hiến pháp Belarus năm 1994, nhiệm kỳ phó Rada Verkhovna kết thúc ngày 9 tháng 1 năm 2001, nhưng không có cuộc bầu cử tiếp theo để nhân sự thay thế.
Từ năm 1998, ông là chủ tịch Hội Dân chủ Xã hội Belarus (BSDH). Trong Bầu cử quốc hội năm 2004, ông định tham gia đại diện BSDH vào Hạ viện nhưng không được đăng ký làm ứng viên. Năm 2005, ông được coi là một trong những ứng viên đối lập dân chủ Bầu cử tổng thống năm 2006, nhưng chính ông đã rút lui không ứng cử. Cuối cùng, ông ủng hộ cho Aliaksandr Uladzimiravič Milinkievič ra ứng cử.
Những năm sau đó, Šuškievič ra nước ngoài giảng dạy để kiếm sống. Số tiền kiếm được ông dùng để duy trì các văn phòng BSDH. Năm 2016, ông bày tỏ sự mệt mỏi trong cương vị chủ tịch hội, phần do tuổi tác, phần do tài chính và hoạt động yếu kém.
Cuối tháng 4 năm 2022, do hậu quả mắc COVID-19, Šuškievič được đưa vào phòng chăm sóc tích cực. Ông qua đời đêm 3 rạng ngày 4 tháng 5. Ngày 7 tháng 5, Tổng Giám mục Đô thành Minsk và Mogilev Iosif Stanieŭskii chủ trì lễ tang Šuškievič trong nhà thờ Minsk. Phe đối lập Belarus đã xuất bản cuốn sách phân ưu tại Vilnius. Mộ phần Šuškievič đặt tại Nghĩa trang phía Bắc Minsk.

## Khen thưởng
- Nhà khoa học và công nghệ được vinh danh của Byelorussia (1982)
- Giải thưởng Hội đồng Bộ trưởng Liên Xô (1985)
- Giải thưởng Nhà nước Byelorussia (1988) cho giáo trình đại học Lý thuyết điện tử vô tuyến cơ bản[8]
- Giải thưởng quốc tế Ukraina mang tên Pilip Orlik (Ukraina, 1997)
- Giải thưởng Jan Nowak-Jeziorański (Ba Lan, 2005)[21]
- Tiến sĩ danh dự Đại học Công giáo John Paul II ở Lublin (Ba Lan, 1 tháng 7 năm 2009), nhân dịp kỷ niệm 440 năm ngày ký Đạo luật Liên minh Lublin[22]
- Huân chương Vytautas Đại đế (Litva, 6 tháng 7 năm 2010) cho việc tích cực ủng hộ Litva độc lập năm 1991[23]
- Huân chương Tự do Truman-Reagan (Tổ chức Tưởng niệm Nạn nhân Chủ nghĩa Cộng sản, 18 tháng 2 năm 2012)[24]
- Huân chương Thế kỷ BRL – Rada Cộng hòa Nhân dân Belarus, 2019[25][26]

Šuškievič còn được Lech Wałęsa đề cử Giải Nobel Hòa bình năm 2007.

## Tác phẩm
Šuškievič là tác giả của hơn 150 công trình khoa học và 72 phát minh. Sách của ông đã viết:
- Tiechnika elektronnogo paramagnitnogo riezonansa (bằng tiếng Nga). Leningrad. 1980.{{Chú thích sách}}:  Quản lý CS1: địa điểm thiếu nhà xuất bản (liên kết)
- Osnowy radioelektroniki (bằng tiếng Nga) (ấn bản thứ 2). Minsk. 1986.{{Chú thích sách}}:  Quản lý CS1: địa điểm thiếu nhà xuất bản (liên kết)
- EBM i mikroprocessor (bằng tiếng Nga). Mińsk. 1990.{{Chú thích sách}}:  Quản lý CS1: địa điểm thiếu nhà xuất bản (liên kết)
- Nieokommunizm w Biełarusi (bằng tiếng Nga). Smolensk. 2002.{{Chú thích sách}}:  Quản lý CS1: địa điểm thiếu nhà xuất bản (liên kết)
- Majo życcio, krach i uwaskroszannie SSSR (bằng tiếng Belarus). Minsk. 2013.{{Chú thích sách}}:  Quản lý CS1: địa điểm thiếu nhà xuất bản (liên kết)

## Đời tư
Šuškievič theo Công giáo La Mã.
Năm 1960–1961, trong vai trò kỹ sư tại Nhà máy Vô tuyến Minsk, Šuškievič đã dạy tiếng Nga cho Lee Harvey Oswald, người bị cho là sát thủ ám sát tổng thống Hoa Kỳ John F. Kennedy năm 1963.